# Михайловское (Торопецкий район)
Миха́йловское — деревня в Торопецком районе Тверской области. Входит в Речанское сельское поселение.

## География
Деревня расположена в 7—8 км к юго-западу от районного центра Торопец (16 км по автодорогам). Находится на берегу небольшого одноименного озера.

## Этимология
Название «Михайловское» образовано от мужского личного крестильного имени Михаил.

## Усадьба «Михайловское»
В Михайловском находится частично сохраненный усадебный комплекс конца 18 века: бывший барский дом, флигель и остатки пейзажного парка.

## Население
| 1989 | 2010 |
| ---- | ---- |
| 28   | ↗107 |

В 1989 году — 28 жителей.